# Association française de speedcubing
Pour les articles homonymes, voir AFS.
L'Association française de speedcubing (AFS) a été créée en 2010. Elle a pour but de développer la pratique du Rubik's Cube au niveau national. Elle favorise l'organisation d'événements comme des compétitions sur le territoire français.

## Logo

### Version sans texte

2010 - 2017
depuis 2017

### Version avec texte

2010 - 2017
depuis 2017

## Historique du bureau
| Période         | Président          | Trésorier         | Secrétaire      |
| --------------- | ------------------ | ----------------- | --------------- |
| 2010 - 2014     | Clément Gallet     | Guillaume Erbibou |                 |
| 2014 - 2016     | Philippe Virouleau | Hippolyte Moreau  | Gaël Dusser     |
| 2016 - 2017     | Philippe Virouleau | Émilien Fabre     | Lina Tissier    |
| 2018            | Lina Tissier       | Émilien Fabre     | Jules Desjardin |
| 2019 - 2021     | Lina Tissier       | Jules Desjardin   | Antoine Piau    |
| 2021 - 2024     | Pauline Bonnaudet  | Hippolyte Moreau  | Maxime Lefebvre |
| 2024 - En cours | Jules Desjardin    | Jonathan Dammann  | Arthur Garcin   |

Source :